# Kivisaari (ö i Finland, Egentliga Tavastland, Tavastehus, lat 60,96, long 24,83)
Kivisaari är en ö i Finland. Den ligger i sjön Isojärvi och i kommunen Janakkala i den ekonomiska regionen  Tavastehus ekonomiska region  och landskapet Egentliga Tavastland, i den södra delen av landet, 90 km norr om huvudstaden Helsingfors. Öns area är omkring 980 kvadratmeter och dess största längd är 40 meter i sydväst-nordöstlig riktning.